# Лихославль (городское поселение)
Городско́е поселе́ние город Лихославль — упразднённое муниципальное образование в Лихославльском районе Тверской области Российской Федерации.
Административный центр — город Лихославль.
Законом Тверской области от 5 апреля 2021 года № 17-ЗО было упразднено к 17 апреля 2021 года в связи с преобразованием Лихославльского муниципального района в Лихославльский муниципальный округ.

## История
Статус и границы городского поселения установлены Законом Тверской области от 28 февраля 2005 года № 35-зо «Об установлении границ муниципальных образований, входящих в состав территории муниципального образования Тверской области „Лихославльский район“, и наделении их статусом городского, сельского поселения».

## Население
| 2010    | 2011    | 2012    | 2013    | 2014    | 2015    | 2016    |
| ------- | ------- | ------- | ------- | ------- | ------- | ------- |
| 12 730  | ↘12 696 | ↘12 637 | ↗12 673 | ↘12 544 | ↘12 489 | ↘12 388 |
| 2017    | 2018    | 2019    | 2020    |         |         |         |
| ↘12 246 | ↘12 043 | ↘11 934 | ↘11 855 |         |         |         |

## Состав городского поселения
| № | Населённый пункт | Тип населённого пункта        | Население |
| - | ---------------- | ----------------------------- | --------- |
| 1 | Лихославль       | город, административный центр | ↘11 017   |
| 2 | МПМК             | населённый пункт              | 162       |
| 3 | Челновка         | деревня                       | 65        |
| 4 | Юбилейный        | посёлок                       | 246       |